# Феодора фон Хоенлое-Лангенбург (1839–1872)
Феодора Виктория Аделхайд Паулина Амалия Мария фон Хоенлое-Лангенбург (на немски: Feodora Viktoria/Feodore Viktorie Adelheid Pauline Amalie Marie Prinzessin zu Hohenlohe-Langenburg; * 7 юли 1839, Щутгарт; † 10 февруари 1872, Майнинген) е принцеса от Хоенлое-Лангенбург и чрез женитба херцогиня на Саксония-Майнинген.

## Живот
Тя е малката дъщеря на княз Ернст I фон Хоенлое-Лангенбург (1794 – 1860) и съпругата му принцеса Анна Феодора фон Лайнинген (1807 – 1872), единствената дъщеря на княз Емих Карл фон Лайнинген (1763 – 1814) и втората му съпруга принцеса Виктория фон Сакс-Кобург-Заалфелд (1786 – 1861). Майка ѝ е по-голяма полусестра на Кралица Виктория (упр. 1837 – 1901) и племенница на белгийския крал Леополд I (упр. 1831 – 1865).
Феодора се омъжва на 24 юни 1889 г. в Лангенбург за херцог Георг II фон Саксония-Майнинген (* 2 април 1826; † 25 юни 1914), наричан „театралния херцог“, единствен син на херцог Бернхард II фон Саксония-Майнинген (1800 – 1882) и принцеса Мария Фридерика фон Хесен-Касел (1804 – 1888). Тя е втората му съпруга.
Георг ѝ построява (1860 – 1862) „вилата Феодора“ в Бад Либенщайн. След смъртта на последното ѝ дете (1865) тя се оттегля от Майнинген.
Херцогинята дава през 1866 г. задачата да се построи „болницата Феодора“ в Бад Либенщайн, в която първо се лекуват ранени войници от войната от 1866 г. (Прусия – Австрия), по-късно ок. 10 стари, неработоспособни хора.
Феодора фон Хоенлое-Лангенбург умира на 32 години от скарлатина на 10 февруари 1872 г. в Майнинген и е погребана в „Английската градина“ в Майнинген. Георг II се жени трети път 1873 г. за пианистката и артистката Елен Франц/Хелена фрайфрау фон Хелдбург (1839 – 1923).

## Деца
Феодора и Георг II имат три деца:
- Ернст (* 27 септември 1859, Майнинген; † 19 декември 1941, дворец Алтенщайн), херцог, женен на 20 септември 1892 г. в Мюнхен за Катарина Йензен, фрайфрау фон Заалфелд (* 25 януари 1874, Кил; † 19 април 1945, Ной-Еглинг до Мурнау)
- Фридрих (* 12 октомври 1861, Майнинген; † 23 август 1914, в битка във Франция), женен на 25 април 1889 г. в Нойдорф за принцеса Аделхайд Каролина Матилда Емилия Агнес Ида София фон Липе-Бистерфелд (* 22 юни 1870, Оберкасел; † 3 септември 1948, Детмолд)
- Виктор (* 14 май 1865, Майнинген; † 17 май 1865, Майнинген)